# DK (ca sĩ)
Lee Seok-min ( tiếng Hàn: 이석민  ; sinh ngày 18 tháng 2 năm 1997), nghệ danh là Dokyeom ( tiếng Hàn: 도겸 ) hay viết tắt là DK, là ca sĩ người Hàn Quốc do Pledis Entertainment quản lý. Anh là thành viên của nhóm nhạc nam Seventeen, là thành viên của nhóm nhỏ Vocal Team, và là trưởng nhóm của nhóm nhỏ đặc biệt BSS cùng với Hoshi và Seungkwan .
Ngoài các hoạt động chung với nhóm, DK còn phát hành một vài OST thành công ở Hàn Quốc. Năm 2019, DK ra mắt công chúng với sân khấu nhạc kịch với vai chính Arthur trong XCalibur, tác phẩm Artus-Excalibur của Hàn Quốc. Sau đó, anh quay lại với vai Arthur một lần nữa trong bộ phim XCalibur 's 2021. Ngày 19 tháng 9 năm 2023, DK được bổ nhiệm làm đại sứ thương hiệu toàn cầu của Bally .
1. ↑  [단독] 세븐틴, 첫 스페셜 유닛 '부석순' 출격...3월 신곡발표. OSEN [ko] (bằng tiếng Hàn). ngày 13 tháng 3 năm 2018. Lưu trữ bản gốc ngày 20 tháng 1 năm 2022. Truy cập ngày 20 tháng 1 năm 2022 – qua Naver.
2. ↑  뉴스 : 네이버 TV연예. Newsis. Lưu trữ bản gốc ngày 15 tháng 7 năm 2024. Truy cập ngày 15 tháng 7 năm 2024 – qua Naver.
3. ↑  Hwang, Su-jeong (ngày 28 tháng 2 năm 2019). 뮤지컬 '엑스칼리버' 카이·김준수·세븐틴 도겸·엄기준 등 캐스팅(공식). Newspim. Lưu trữ bản gốc ngày 23 tháng 9 năm 2024. Truy cập ngày 10 tháng 8 năm 2024.
4. ↑  Lim, Dong-geun (ngày 21 tháng 6 năm 2021). 뮤지컬 '엑스칼리버' 아더 역에 김준수·카이·서은광·도겸. Yonhap News Agency. Truy cập ngày 27 tháng 3 năm 2024.
5. ↑  Moon, Soo-kyung (ngày 21 tháng 6 năm 2021). '엑스칼리버' 아더왕, 김준수·카이·서은광·도겸 캐스팅. No Cut News. Truy cập ngày 27 tháng 3 năm 2024.
6. ↑  세븐틴 도겸, 스위스 럭셔리 브랜드 발리 앰버서더 발탁. 패션엔 (bằng tiếng Hàn). ngày 19 tháng 9 năm 2023. Truy cập ngày 28 tháng 3 năm 2024.
7. ↑  세븐틴 도겸, 발리 글로벌 앰배서더 선정...멋진 자태 과시. Newsculture (bằng tiếng Hàn). ngày 19 tháng 9 năm 2023. Truy cập ngày 28 tháng 3 năm 2024.
8. ↑  "SEVENTEEN's DK Is Bally's New Global Brand Ambassador". Hypebeast. ngày 19 tháng 9 năm 2023. Lưu trữ bản gốc ngày 27 tháng 3 năm 2024. Truy cập ngày 28 tháng 3 năm 2024.